# Antonello Bacciocchi
Pour les articles homonymes, voir Bacciocchi.
Antonello Bacciocchi, né en 1957, est un homme politique saint-marinais.
Membre du PS, il est capitaine-régent de Saint-Marin du 1er avril 1999 au 1er octobre 1999 avec Rosa Zafferani, puis 1er octobre 2005 au 1er avril 2006 avec Claudio Muccioli. 